# Acanthis
Acanthis là một chi chim trong họ Fringillidae.
Chi này gồm các loài:
- Carduelis hornemanni (phân loài C. h. hornemanni và C. h. exilipes)
- Carduelis flammea (ứng viên phân loài C. f. flammea; phân loài C. f. islandica và C. f. rostrata)
- Carduelis cabaret

## Hình ảnh

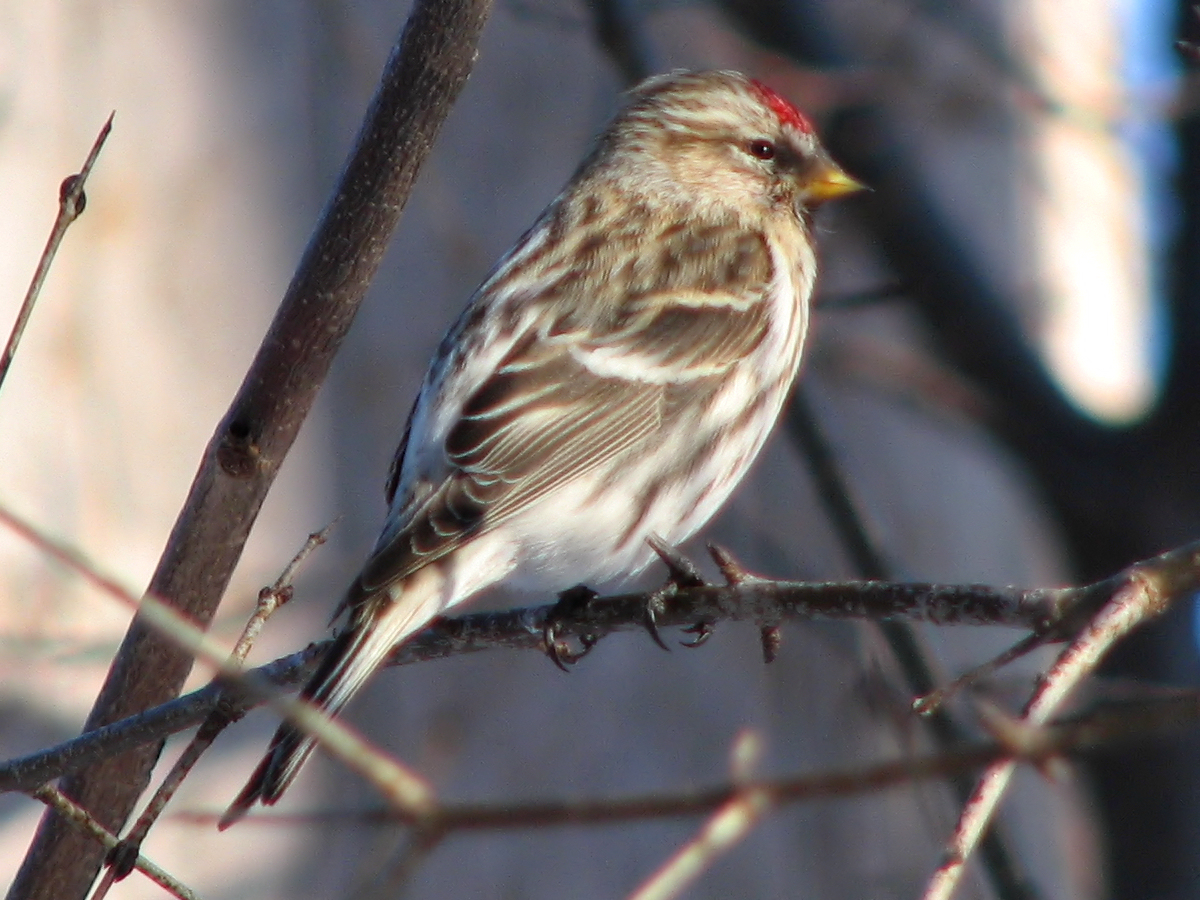
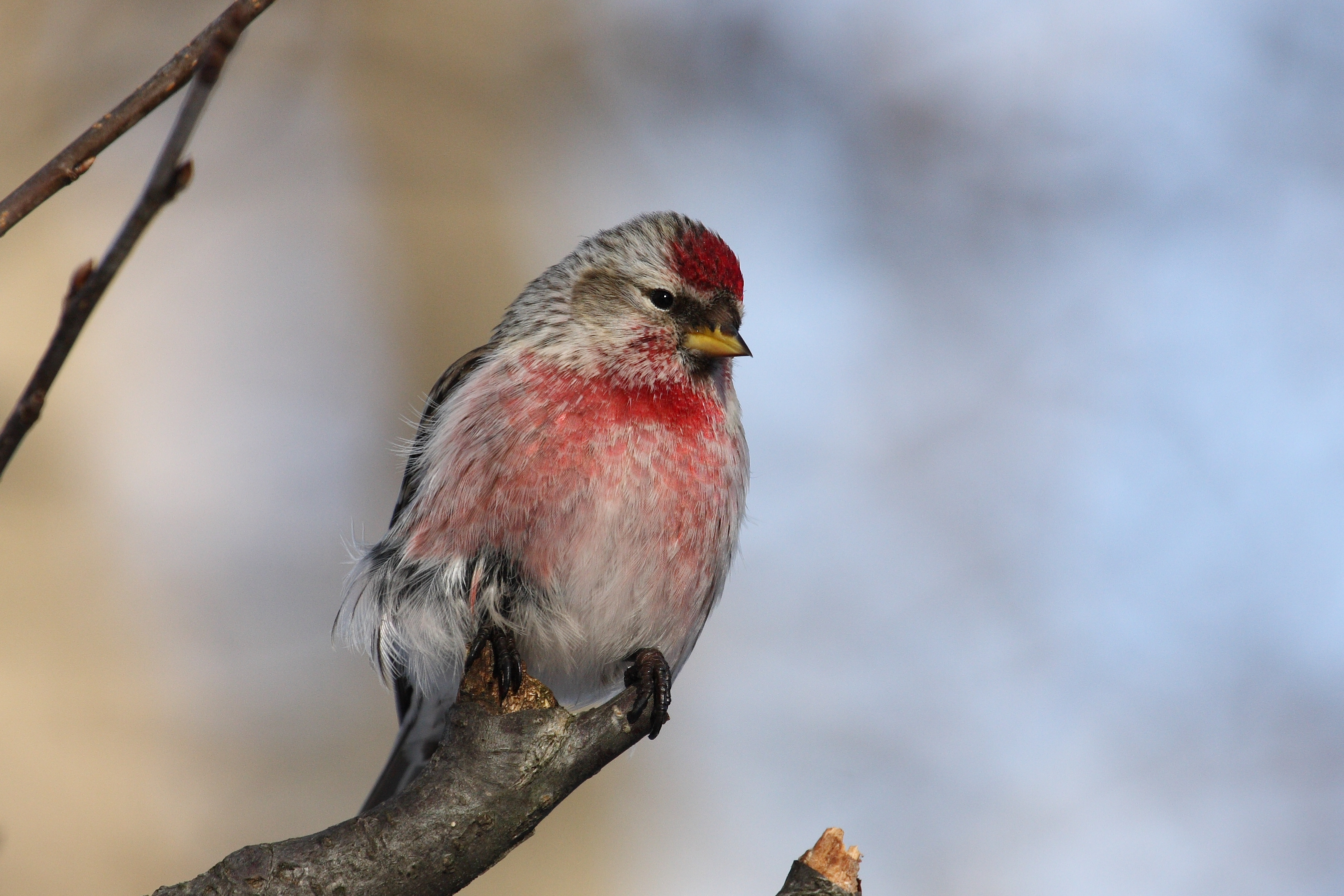
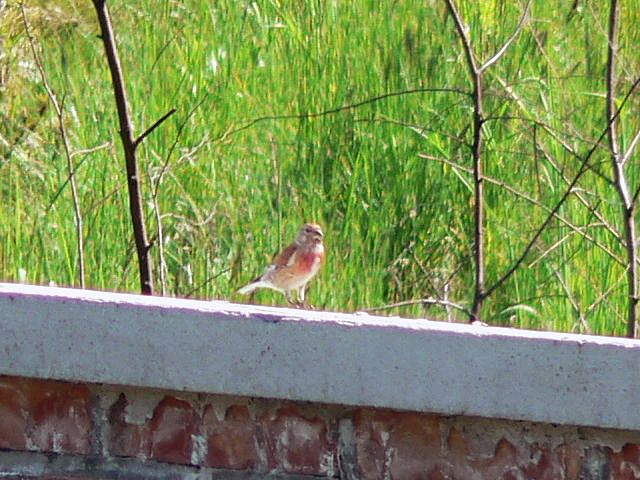